# Église Saint-Nicolas du Lyaud
L’église Saint-Nicolas est une église catholique française, située sur la commune du Lyaud en Haute-Savoie.

## Historique
L'église est construite entre 1859 et 1861,.

## Description
La nouvelle église est réalisée dans un style néo-classique dit « sarde »,,.